# کالنا (تسرنا تراوا)
کالنا (به صربی: Kalna) یک منطقهٔ مسکونی در صربستان است.